# Погожалкі (Підляське воєводство)
Погожалкі (пол. Pogorzałki) — село в Польщі, у гміні Добжинево-Дуже Білостоцького повіту Підляського воєводства.
Населення — 659 осіб (2011).
У 1975-1998 роках село належало до Білостоцького воєводства.

## Демографія
Демографічна структура станом на 31 березня 2011 року:
|          | Загалом | Допрацездатний вік | Працездатний вік | Постпрацездатний вік |
| -------- | ------- | ------------------ | ---------------- | -------------------- |
| Чоловіки | 333     | 67                 | 226              | 40                   |
| Жінки    | 326     | 65                 | 189              | 72                   |
| Разом    | 659     | 132                | 415              | 112                  |